# Онкоїди

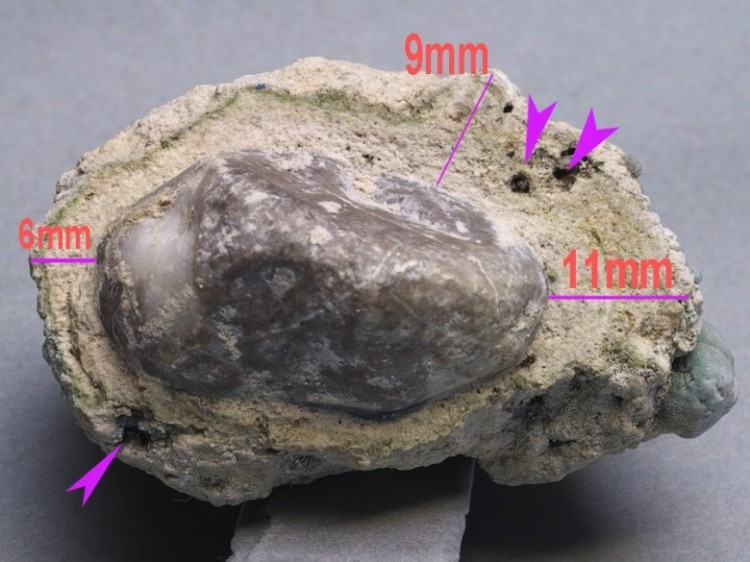
Онкоїд з ядром і наростом, Південна Баварія

Онкоїди (oncolite, від грец. onkos — «наріст», «желвак») — карбонатні нарости овальної форми, які формують онколітові структури осадових порід. Утворюються завдяки життєдіяльності ціанобактерій. Схожі на строматоліти, але відрізняються від них концентричною будовою. Розмір змінюється від 1 мм до 10 см і більше. Переважають онкоїди розміром від 2 мм до кількох сантиметрів.